# Santuario della Madonna del Rio
Il Santuario della Madonna del Rio è un ex luogo di culto cattolico che si trova nel Comune di Fontanelice, nella città metropolitana di Bologna, al limite del territorio comunale di Casalfiumanese.

## Storia
Secondo la tradizione, in una zona impervia dell'Appennino Imolese appartenente al territorio della pieve di Gesso, verso la metà del XVII secolo il contadino Giovanni Masi trovò una immagine in terracotta della Madonna con Gesù Bambino, abbandonata dentro un piccolo rivolo d'acqua. Immediatamente nelle zone circostanti nacque una venerazione per l'immagine ritrovata, anche per il fatto, ritenuto inspiegabile, che riportava incisa la data (completa: giorno, mese ed anno) in cui era stata ritrovata.
Nel 1714 nel luogo del rinvenimento dell'immagine sacra venne costruito il Santuario, su progetto di Domenico Trifogli, maestro (e prozio) del più noto architetto Cosimo Morelli.
Il luogo di culto rimase molto frequentato fino alla metà del XX secolo quando, a causa dello spostamento di alcune strade su percorsi più agevoli per i mezzi motorizzati, l'area si spopolò. La chiesa venne abbandonata; nel 1972 l'immagine votiva ritrovata nel 1638 venne ricollocata presso la chiesa parrocchiale di Gesso. Due anni dopo l'immagine venne trafugata, ed è ora stata sostituita da una copia moderna.
I resti del santuario si trovano in un porzione del territorio della parrocchia di Gesso (comune di Casalfiumanese) appartenente al comune di Fontanelice: i confini parrocchiali non coincidono con quelli comunali

## Descrizione
Il Santuario si presenta con una pianta rettangolare, con una sola navata. Il materiale di costruzione è perlopiù costituito da pietre e laterizi realizzati con ciò che il territorio circostante poteva offrire. Oltre l'altare principale sono presenti due piccoli altari laterali. Lungo i lati e sopra l'altare principale sono ancora visibili delle decorazioni pittoriche colorate, seppur molto rovinate dal tempo e dagli agenti atmosferici.
Ai lati della Chiesa era presente un piccolo edificio con funzioni di canonica ed un cimitero di dimensioni molto ridotte. Attualmente, a causa dello stato di abbandono, la Chiesa si presenta senza il tetto; la canonica e il cimitero non sono più visibili, mentre il campanie è ancora in buono stato.
Nei pressi è presente un corso d'acqua che prende il nome dal santuario, il Rio della Madonna.

## Toponomastica
Il nome del Santuario è riferito all'immagine sacra della Madonna ritrovata tra le acque del piccolo rio Casale.

## Galleria d'immagini

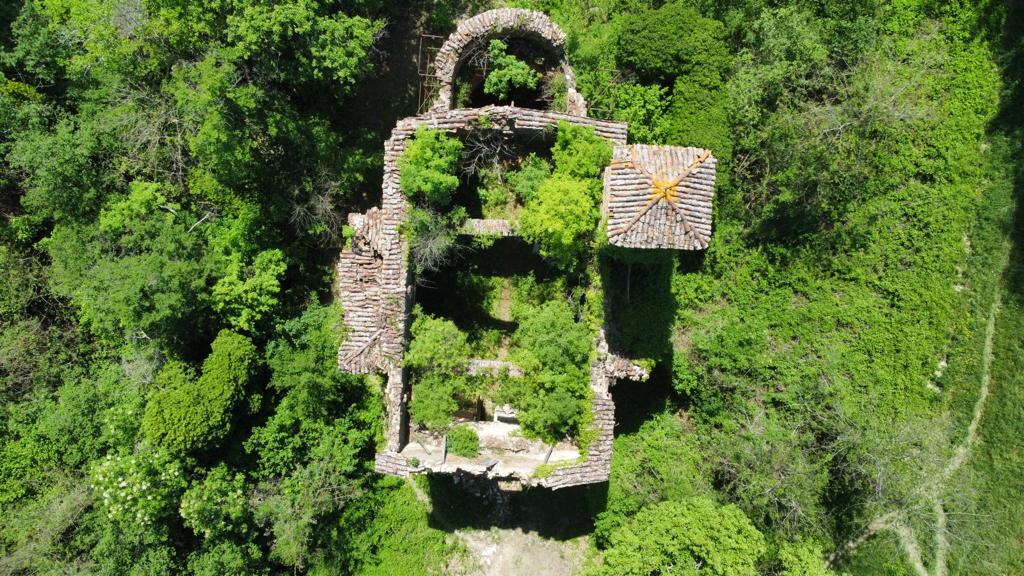
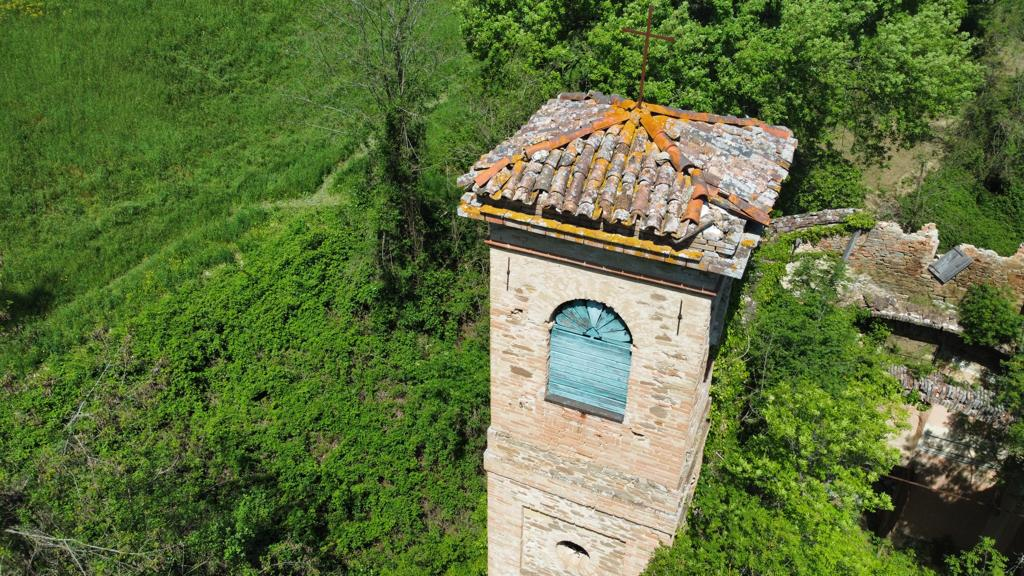
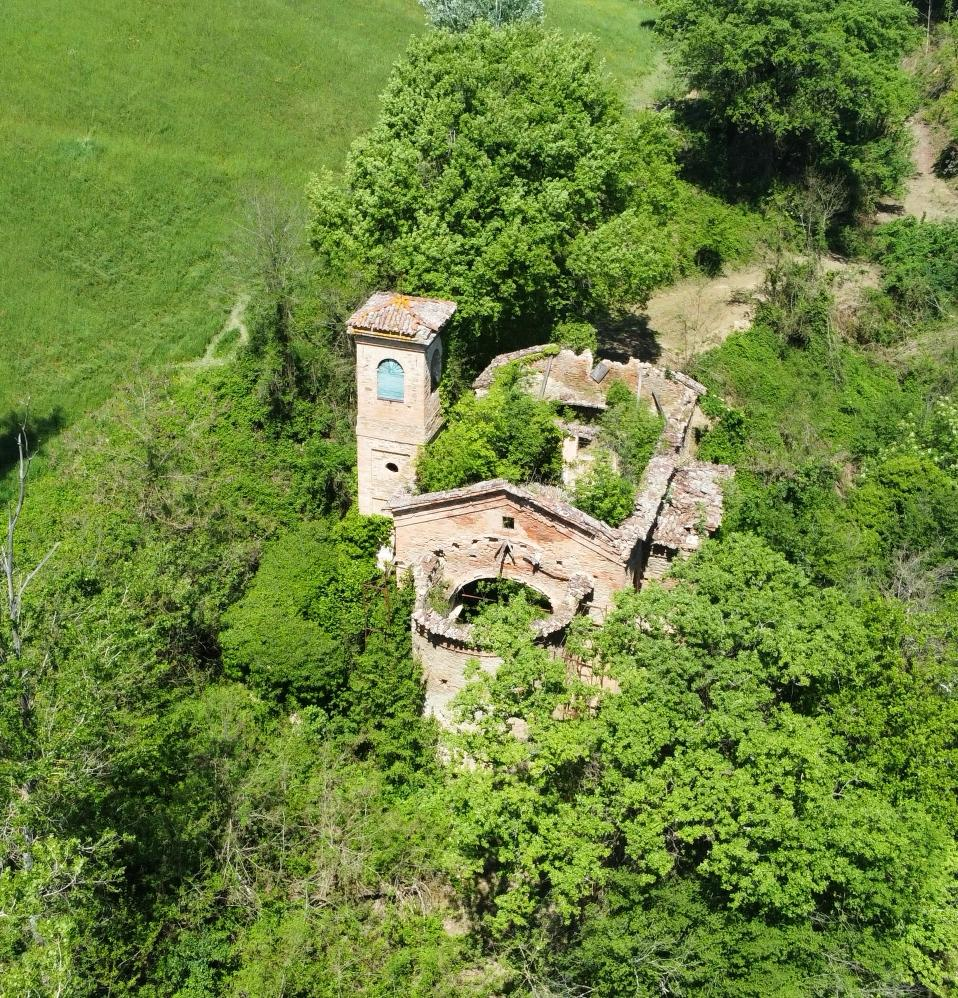
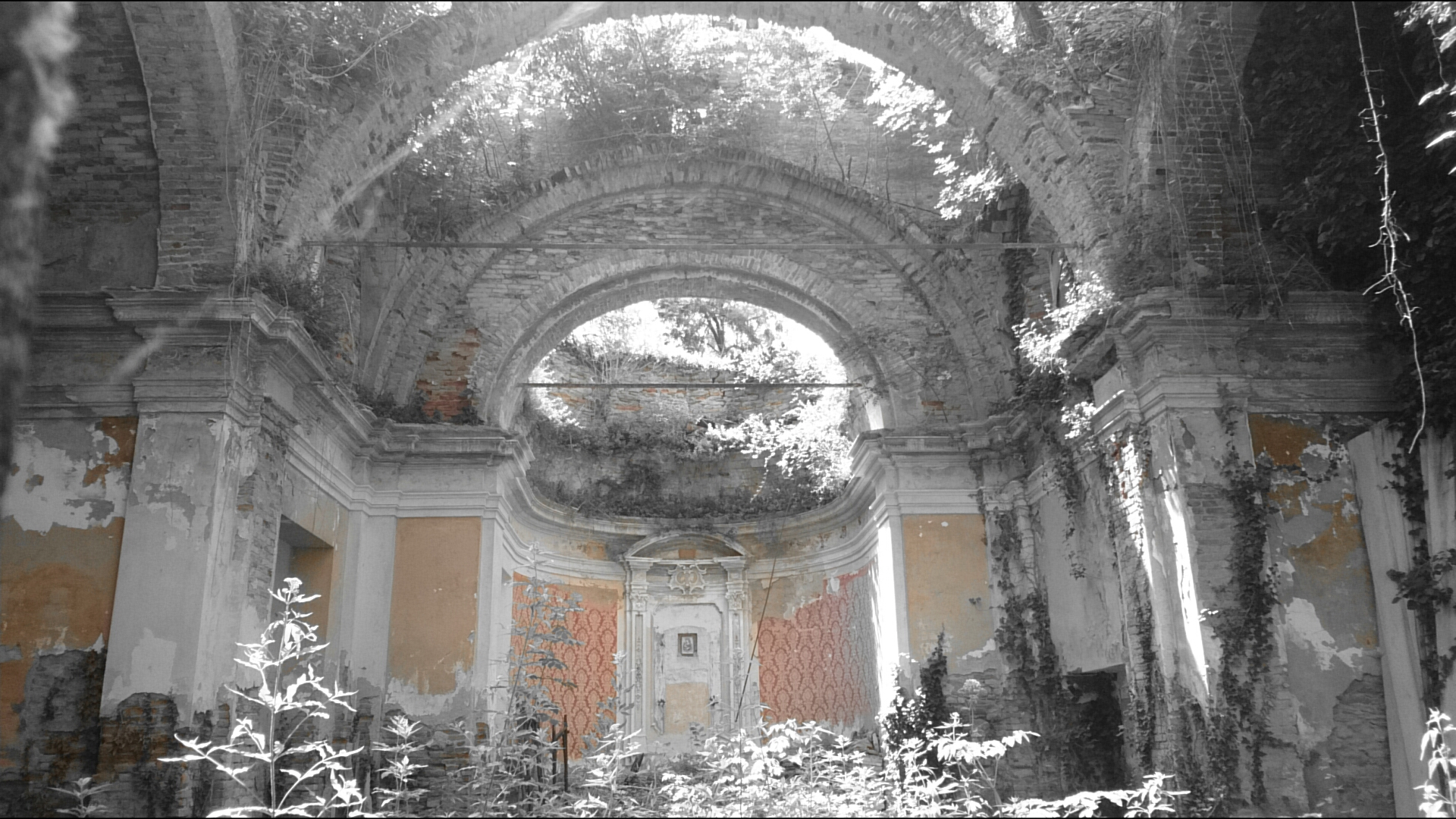
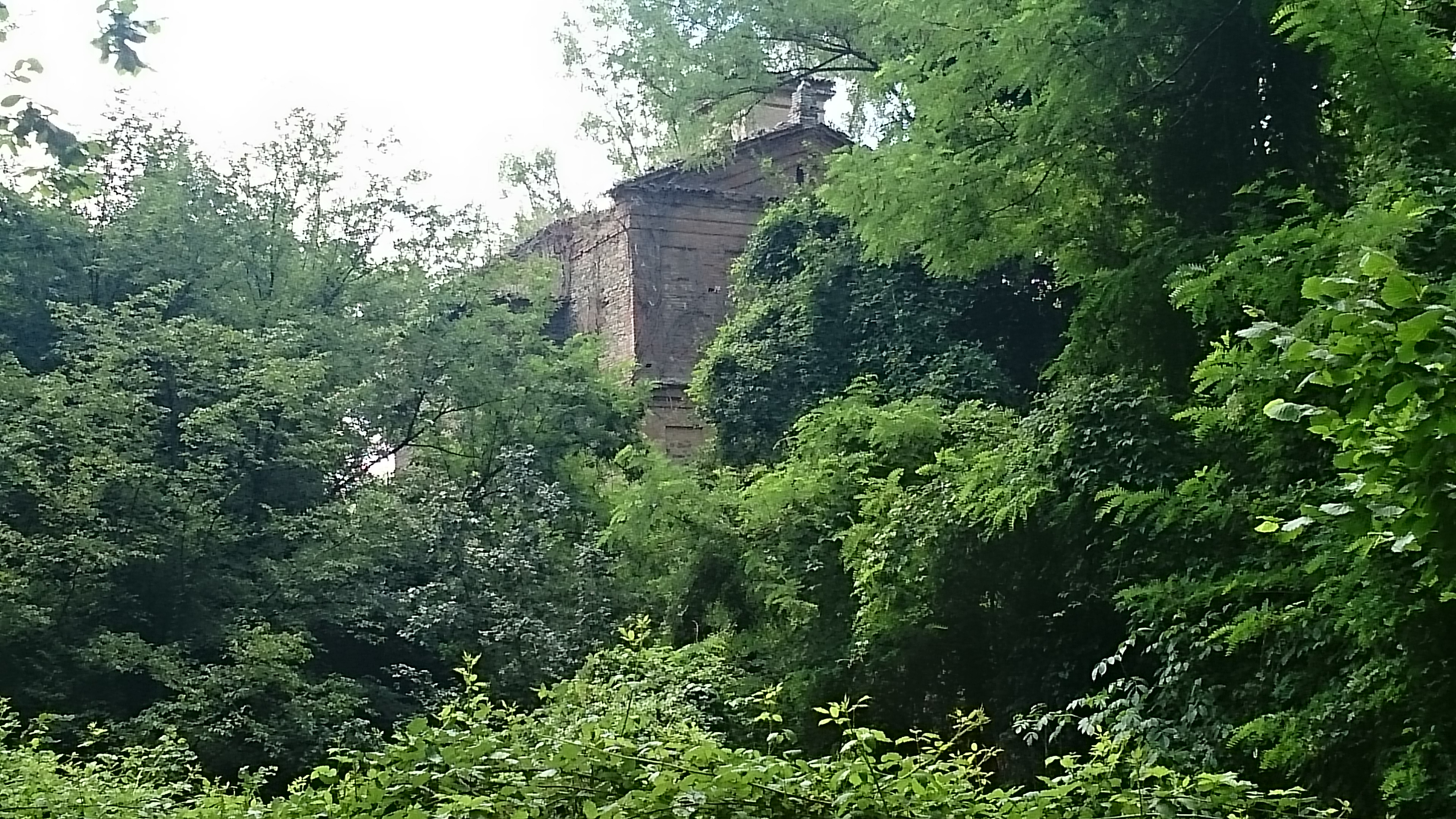
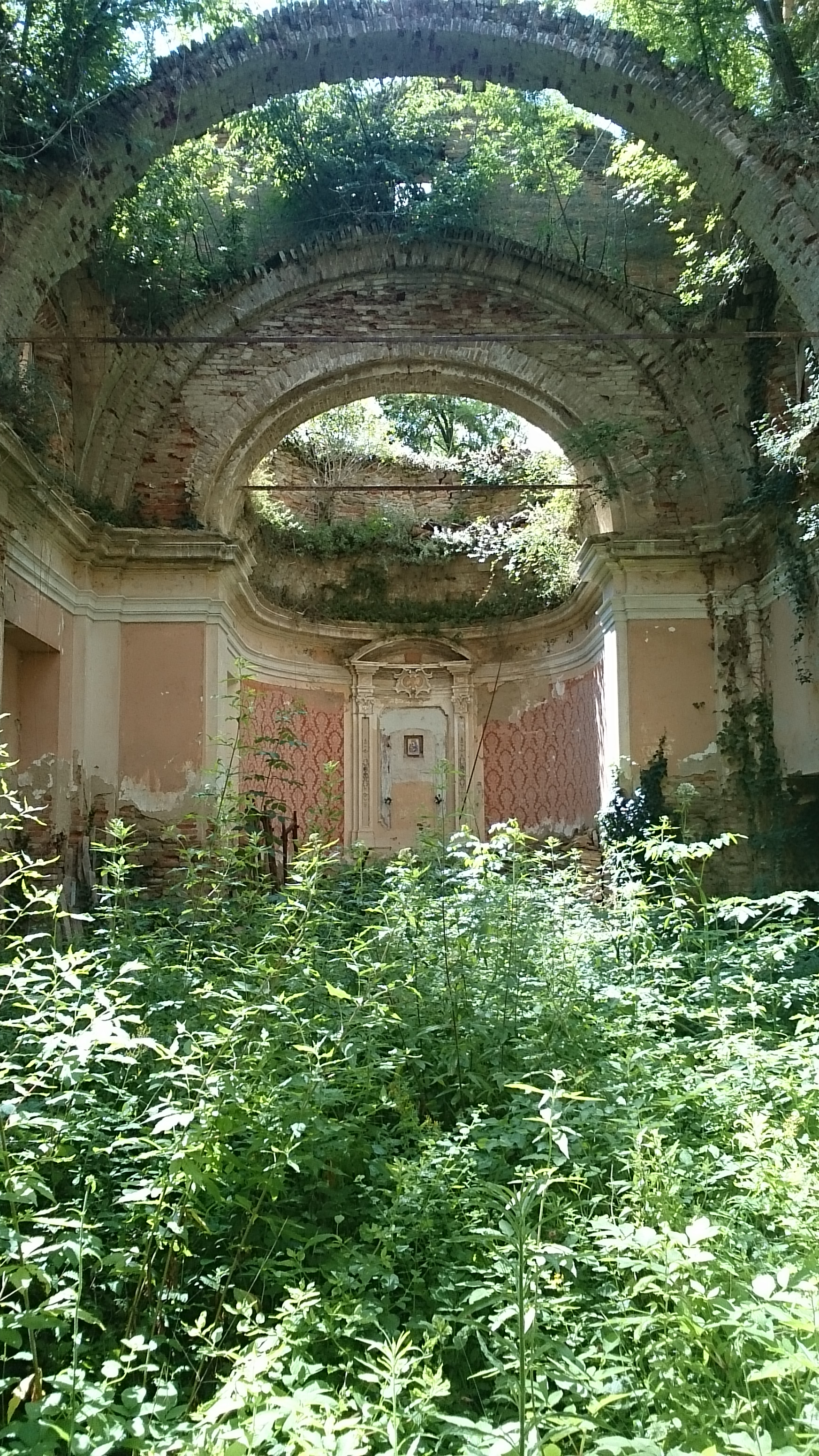